# Frauenkirche Bad Radkersburg

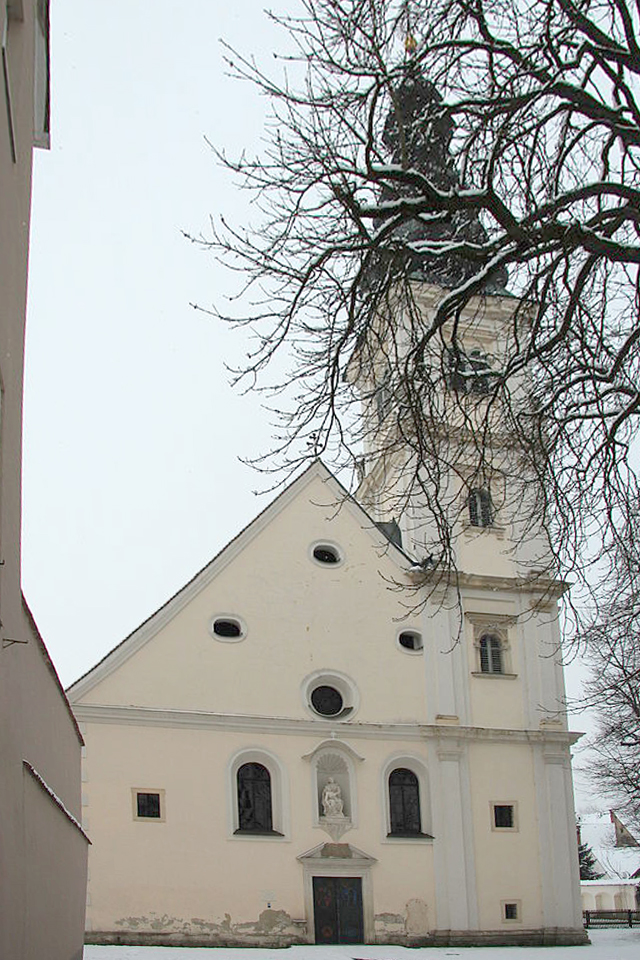
Westfassade der Frauenkirche

Die römisch-katholische Filialkirche Mariahilf am Frauenplatz in Bad Radkersburg in der Steiermark wird Frauenkirche genannt. Sie steht unter Denkmalschutz.

## Geschichte
1496 wurde am damaligen Judenplatz, dem Ort einer vermuteten ehemaligen Synagoge, eine Kapelle erbaut, welche heute den Chor der Kirche bildet. Der Neubau des Langhauses erfolgte laut Inschrift am Hauptportal mit Ruep. Kummer Bürger und Fischer zu Radkersburg 1643 in der Tradition einer spätgotischen Hallenkirche. An der Südseite der Kirche sind Reste des ehemaligen Friedhofes erkennbar. Von 1749 bis zur Grenzziehung 1920 am Fluss Mur wurden in der Frauenkirche, die auch Garnisonskirche war, Gottesdienste für die slowenischsprachige Bevölkerung gehalten. Die Kirche wurde 1962 und 2006 außen und 1967 innen restauriert.

## Architektur

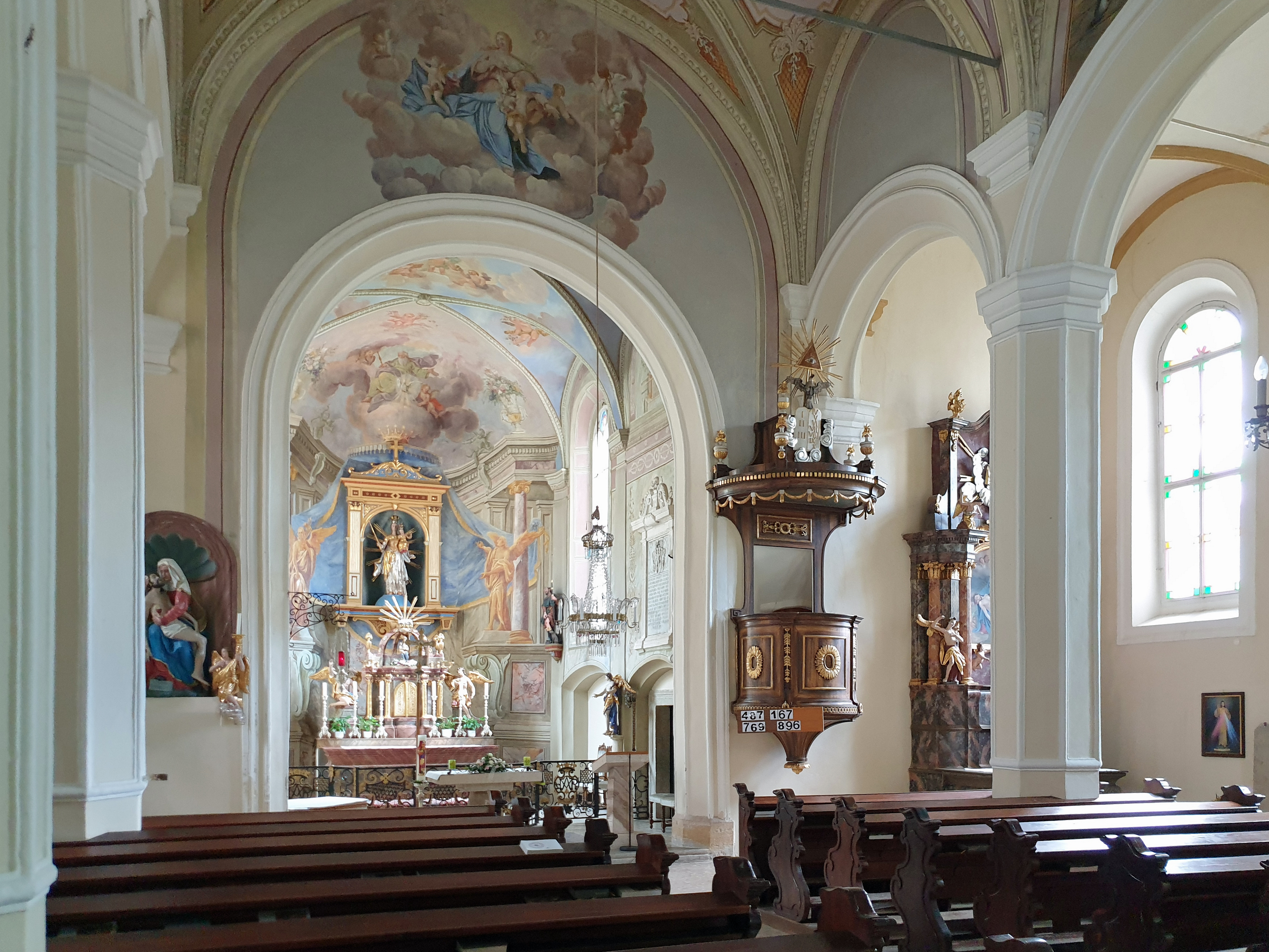
Innenraum der Frauenkirche

An das dreischiffige, vierjochige Langhaus mit einem Kreuzrippengewölbe auf achteckigen Pfeilern schließt der einjochige Chor mit einem Fünfachtelschluss und Resten von Runddiensten. Die Kanten der Rundbogenarkaden, der Fronbogen, die Pfeiler und das Gewölbe sind barock stuckiert. Über dem ersten Joch des südlichen Seitenschiffes erhebt sich ein stattlicher, quadratischer, viergeschoßiger Turm mit Pilastergliederung. 1802 wurde mit dem Baumeister Michael Schmidt der mehrfach gegliederten Zwiebelhelm aufgesetzt. Die vier Heiligenfiguren in den Ecken des obersten Turmgeschoßes sind mit Johannes Prandner 1666 bezeichnet. Die Figuren zeigen die Schutzheiligen Sebastian gegen die Pest, Florian gegen das Feuer, Urban für den Wein und Johannes Evangelist gegen den Hagel. In der Höhe des dritten Jochs sind nach Norden und nach Süden je eine rechteckige Kapelle angebaut. Die Westfassade hat einen Dreieckgiebel, darunter in der Mittelachse das Hauptportal mit einem Steingewände und Sprenggiebel. Die Türflügel bestehen aus emaillierten Kupferblechreliefs von Franz Weiss (1968). Über dem Hauptportal steht in einer Wandnische eine Steinpieta aus der Mitte des 17. Jahrhunderts. Die Nordseite zeigt die Inschrift 1643. Fresken im Chor zeigen einen Altar mit Baldachin, Engeln und Symbole der Eucharistie. Am Triumphbogen ist Maria auf Wolken, gemalt um 1800 Matthias Schiffer. Weitere Marienszenen und die hl. Cäcilia über der Orgelempore wurden 1910 gemalt.
Es gibt Grabsteine aus 1657, 1667, 1707, 1708 und 1757.
Den Zugang vom Hauptplatz bildet ein stuckierter, gemauerter Torbogen mit Giebelaufsatz und Figuren aus dem 4. Viertel des 17. Jahrhunderts. Er wurde 1956 und 2006 restauriert.

## Ausstattung

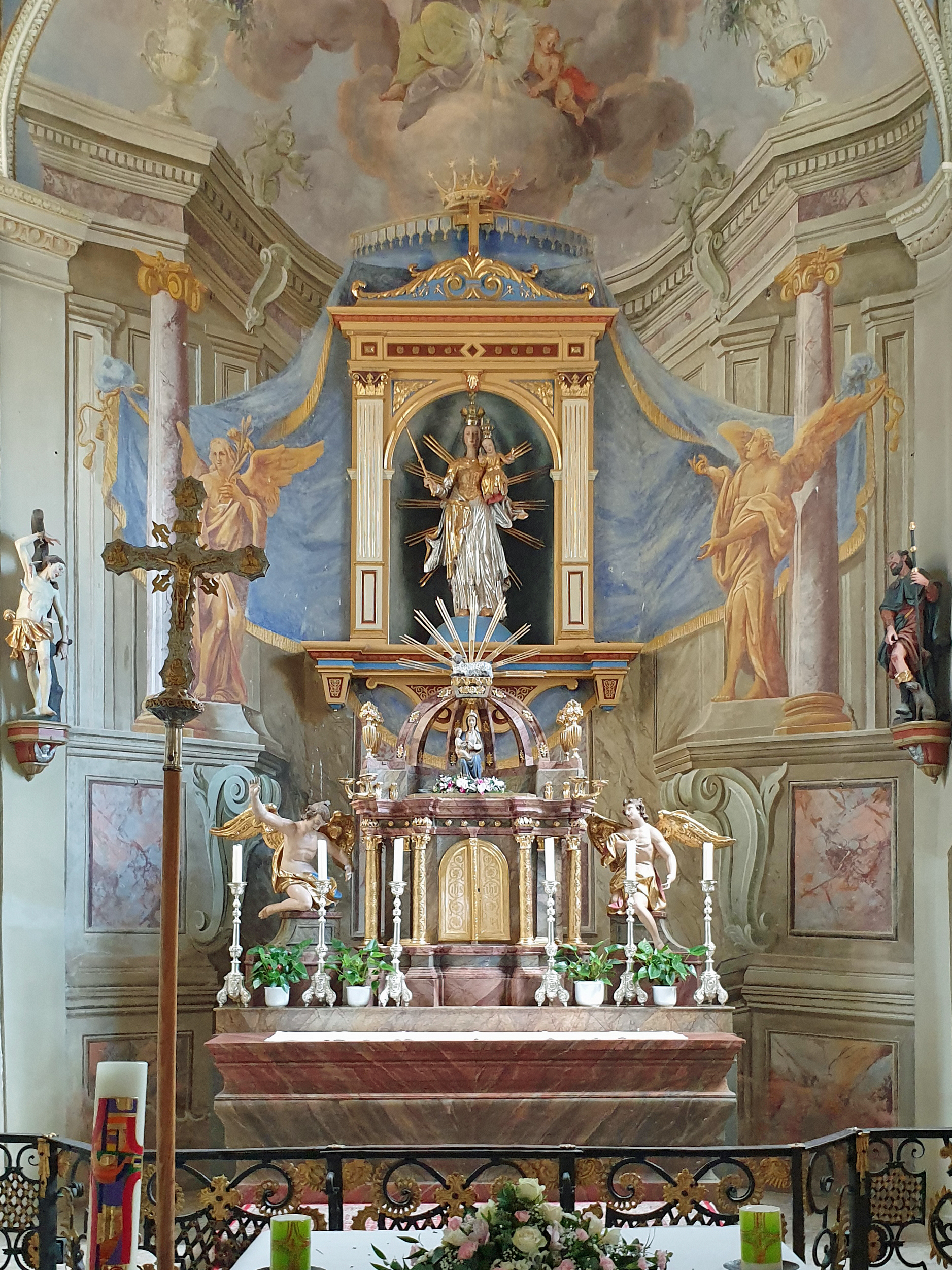
Hochaltar

Der Hochaltar mit Tabernakelaufbau aus dem 3. Viertel des 18. Jahrhunderts steht vor dem freskierten Hintergrund. Die seitlichen Figuren Rochus und Sebastian sind aus 1775. Die mittige Statue Maria mit Kind ist aus 1829. Der rechte Seitenaltar trägt Skulpturen des aus Württemberg zugezogenen Bildhauers Johann Georg Straub um 1755 und zeigt das Altarblatt Schmerzhafte Maria aus der Mitte des 19. Jahrhunderts und das ehemalige Altarblatt Klagenfurter Gnadenbild in einem prächtigen Rahmen. Der linke Seitenaltar als Rosenkranz-Altar auch aus dem 3. Viertel des 18. Jahrhunderts zeigt das Altarblatt Betende Ordensheilige vor Maria und im Aufsatz Anbetung der Könige. Die Kanzel mit der Gesetzestafel von Moses entstand um 1770/1780 und trägt auf dem Schalldeckel das Dreifaltigkeitssymbol. Die Figuren hl. Florian und hl. Johann Nepomuk, eine Pieta und die Wangen des Kirchengestühls sind aus der Mitte des 18. Jahrhunderts. Das schmiedeeiserne Kommuniongitter zeigt die Jahresangabe 1754. Die nördliche Seitenkapelle hat einen 1908 errichteten Loretto-Altar, die südliche Seitenkapelle einen bis 1911 erstellten Kreuz-Altar. 
Die Orgel baute Josef Brandl (1917).